# Nikki Grahame
 (décembre 2020).
Le contenu est difficilement compréhensible vu les erreurs de traduction, qui sont peut-être dues à l'utilisation d'un logiciel de traduction automatique.
Pour les articles homonymes, voir Grahame.
Nikki Grahame née le 28 avril 1982 à Watford en Angleterre et morte le 9 avril 2021, est une personnalité de télévision britannique.

## Biographie
En 2003, elle apparaît comme invitée dans le feuilleton BBC EastEnders et joue la femme d'un footballeur dans Sky One 's Dream Team. Elle est une candidate à l'émission de rencontres d'ITV Blind Date. De plus, Grahame, qui a une National Vocational Qualification (en) en cosmétologie, a également pris part au concours 2004 de Miss Hertfordshire, où elle est arrivée quatrième,,,.
En 2006, elle participe à Big Brother 7, où elle se fait éliminer par le public le 58e jour.
Lors de sa sortie de la maison, elle fond en larmes, elle est incapable de sortir et descendre les escaliers, tellement elle pleure. L'animatrice Davina McCall doit la faire descendre de force. Le Jour 83 le public vote pour qu'elle et trois autres anciens candidats rentrent de nouveau dans le jeu, mais dans une seconde maison. Le 86e jour, les derniers candidats encore en lice choisissent de reprendre Nikki. Elle termine finalement à la cinquième position de la finale.
Durant son aventure, elle entretient une relation amoureuse avec le futur gagnant Pete Bennett. En septembre 2006 ils se séparent. Il y eut une polémique car dès l'âge de 12 ans, elle a eu des problèmes psychiatriques et anorexiques,,,,,,, mais elle a quand même été sélectionnée pour le casting de Big Brother.
De 2007 à 2009, elle présente différentes émission et Channel 4 lui offre sa propre émission, Princess Nikki,,,,.
Le 24 août 2010, elle entre pour la dernière fois dans la Big Brother House pour la finale de l'émission qui s'achève, l'Ultimate Big Brother. Le 10 septembre, elle arrive en finale, est termine deuxième, derrière le double vainqueur (de l'Ultimate et de la saison 2 de Big Brother) Brian Dowling.
En 2012, elle participe à l'émission Celebrity Coach Trip en binôme avec Aisleyne (finaliste de Big Brother 7). 
Nikki Grahame déménage en France en mars 2014
Le 12 juin 2015, elle participe de nouveau à Big Brother, mais sur la nouvelle chaîne, Channel 5. Elle intègre l'aventure le 32e jour, avec à ses côtés Helen Wood (la gagnante de la saison précédente) et Brian Belo (le vainqueur de la saison 8 en 2007). Tous trois vivent dans une pièce secrète, avec un candidat faussement éliminé de cette 16e saison : Marc. Le vendredi 26 juin Grahame et Wood quittent la maison (Belo ayant quitté volontairement la maison 3 jours plus tôt). 
En 2016, elle est invitée à participer à la 4e saison de Big Brother Canada. Elle rentre dans le jeu le 7e jour, avec Tim Dormer (le vainqueur de la saison 10 de Big Brother Australie). Elle est éliminée le 63e jour, mais fait partie du jury final. 
Nikki Grahame apparaît dans le documentaire In Therapy de Channel 5 diffusé le 3 août 2017,,,,
En 2018, lors de la dernière saison de Big Brother UK sur Channel 5, elle est invitée une nouvelle fois au côté de Josie Gibson (gagnante de Big Brother 11 et candidate d'Ultimate Big Brother) et Kim Woodburn (finaliste de Celebrity Big Brother 19). Elles entrent le 48e jour, soit cinq jours avant la finale,,, ce qui a entraîné une controverse, 2 700 spectateurs se plaignant par téléphone auprès de la commission d'éthique, ICSTIS,,.
Nikki Grahame meurt le 9 avril 2021 après avoir subi un traitement dans une clinique spécialisée contre l'anorexie.

## Filmographie
- 2003 : EastEnders
- 2003 : Dream Team
- 2003 : Blind Date
- 2006 : Big Brother
- 2006 : Princess Nikki
- 2006-2020 : This Morning
- 2010 : Ultimate Big Brother
- 2011–2018 : Big Brother's Bit on the Side
- 2011–2018 : Celebrity Big Brother's Bit on the Side
- 2012 : Celebrity Coach Trip
- 2015-2018 : Big Brother
- 2015 : The Family Outing : Nina (Film)
- 2016 : Big Brother Canada 4
- 2017 : In Therapy
- 2018 : Lorraine
- 2019 : Good Morning Britain
- 2020 : Big Brother: Best Shows Ever

## Récompenses
- 2006 : National Television Awards : Most Popular TV Contender